# Danielle Slaton
Danielle Victoria Slaton (* 10. Juni 1980 in San José, Kalifornien) ist eine ehemalige US-amerikanische Fußballspielerin.

## Karriere

### College
Nachdem sie in der Jugend ihre Mannschaft in der Presentation High School anleitete, war sie während ihrer College-Zeit Teil des Teams der Santa Clara Broncos, für welche sie von 1998 bis 2001 spielte.

### Klub
Zur Saison 2002 wurde sie vom WUSA-Franchise Carolina Courage gedraftet und gewann mit ihnen die Meisterschaft in dieser Saison. Nach der Folgesaison wurde die Liga und das Franchise aufgelöst, womit sie erst einmal ohne Klub war. Abschließend war sie im Jahr 2005 in Frankreich noch für Olympique Lyon aktiv.

### Nationalmannschaft
In der US-Nationalmannschaft hatte sie ab dem Jahr 1999 erste Einsätze und wurde auch für den Kader bei den Olympischen Spielen im Jahr 2000 nominiert, kam hier jedoch in keiner Partie zum Einsatz. Trotzdem zählt sie damit zur Mannschaft, die bei diesem Turnier die Silber-Medaille gewann. Abschließend war sie auch noch Teil des Kaders bei der Weltmeisterschaft 2003, wo sie einzig in dem letzten Gruppenspiel gegen Nordkorea einmal eingewechselt wurde. Hier kam sie zur 73. Minute für Kate Markgraf in die Partie. Am Ende platzierte sie sich mit ihrem Team hier dann auch auf dem dritten Platz.